# YouTube Studio
YouTube Studio, anciennement connu sous le nom de YouTube Creator Studio, est une plateforme créée par la plateforme américaine de partage de vidéos YouTube. YouTube Studio permet aux créateurs de contenu de gérer leur présence en ligne sur YouTube, d’analyser l’engagement du public et de générer des revenus s’ils participent au programme de partenariat YouTube,,.

## Histoire
En 2005, YouTube a lancé Creator Studio Classic. En 2019, une refonte importante de YouTube Studio a été réalisée pour s’aligner sur l’interface utilisateur Material Design de Google.
En novembre 2019, l’accès à Creator Studio Classic a été progressivement supprimé en faveur du "YouTube Studio", qui remplace environ 150000 créateurs. L’impact est passé de 1 % des chaînes YouTube en janvier 2020 à 100 % en avril 2020.

## Fonctionnalités
YouTube Studio propose aux créateurs de gérer leurs propres chaînes, notamment un tableau de bord pour les actualités et les notifications personnelles,, la gestion générale de leurs propres vidéos sur la plateforme, l’analyse des canaux, la monétisation et la gestion des droits d’auteur, et d’autres ressources et outils de personnalisation des canaux.